# セントジョンズベリーアカデミー
セントジョンズベリーアカデミー（St. Johnsbury Academy）は、1842年に創立された、アメリカ合衆国バーモント州にある私立・共学のボーディングスクール。9年生から12年生（ハイスクールに相当）とPGに、約1000人の生徒が在籍している。

## 概要
最寄のバーリントン国際空港から車で約90分ほどのバーモント州の北東部にあるセント・ジョンズベリーにキャンパスを構える。通学生はバーモント州やニューハンプシャー州の５０を超える町から、寮生はアメリカ合衆国１５州や世界３０国から集っている。
アメリカの教育省から「模範的な学校の一つ」と過去に称された教育実績を誇る。平均の１クラスのサイズは１２人と小さく、生徒と教員の距離の近いアットホームな環境で生徒は日々学んでいる。教員は約１２０名勤務しており、約８０パーセントが修士号または博士号を保持している。アメリカのボーディングスクールの中では先駆けて、早い時期から世界各地からの留学生を積極的に受け入れており、長年にわたり日本人留学生を受け入れている実績を持つ。学校施設は約17万平方メートルの敷地内にあり、数多くのコミュニティカレッジやリベラルアーツカレッジと肩を並べるほどの施設を維持している。カリキュラム数は全米屈指の200以上であり、２５科目でAdvanced Placement Level（大学1年生レベル）、40種類の芸術クラス、5か国語やESLなど数多く開講している。　
全米で“教育バウチャー”教育にかかる費用を地方自治体が補助する制度）を最初に取り入れた学校の一つとされている。アメリカンフットボールのライバル校であるLyndon Instituteとの対校試合は1894年から行われている。毎年10日間、東京の海城学園から生徒を迎えているほか、ドイツのシュトゥットガルトへの留学プログラムを設けている。毎年サマースクールを開催しており、約6週間生徒は地元でホームステイをしながら英語を集中して学ぶことができる。
著名人では、第３０代アメリカ合衆国大統領のカルヴィン・クーリッジや、2014年に開催された第22回冬季オリンピックに出場したスーザン・ダンクリー、元バーモント州知事のジョージ・H・プロアウティー、ピューリッツァー賞を受賞したジャーナリストのチャールズ・エドワード・ラッセルなどがここで学んだ。

## 大学進学実績
アイヴィーリーグへの進学者がいる中、全米各地の研究型総合大学、リベラルアーツカレッジや芸術大学を含めた多様な大学に多くの生徒が進学している。
以下が卒業生の主な進学先である。
- アメリカン大学
- バークリー音楽大学
- ボストン大学
- ボウディン大学
- ブランダイス大学
- カリフォルニア美術大学
- ダートマス大学
- ハーバード大学
- マサチューセッツ芸術大学
- マウント・ホリヨーク大学
- ノースイースタン大学
- パーソンズ美術大学
- ペンシルベニア州立大学
- シカゴ美術館附属美術大学
- スミス大学
- ニューヨーク大学
- ニューヨーク州立大学パーチェス校
- シラキュース大学
- テンプル大学
- カリナリー・インスティテュート・オブ・アメリカ
- ジョージ・ワシントン大学
- コロラド大学ボルダー校
- フロリダ大学
- ロチェスター大学
- バーモント大学
- ワシントン大学 (ワシントン州)
- ヴァッサー大学
- セントルイス・ワシントン大学
- ウースター工科大学